# Уфимский колледж статистики, информатики и вычислительной техники
Уфимский колледж статистики, информатики и вычислительной техники (УКСИВТ ) — государственное автономное образовательное учреждение среднего профессионального образования города Уфы Республики Башкортостан. Образован 15 октября 1932 года как Уфимский планово-экономический техникум Госплана РСФСР для подготовки счетно-бухгалтерских работников. С 1942 года — Уфимский статистический техникум, с 1967 года — Уфимский техникум механизации учёта, с 1990 года — в Уфимский техникум информатики и вычислительной техники, с 1992 года современное название. Первый выпуск 35 дипломированных учётных работников состоялся 1935 году. Подготовлено более 26 тысяч специалистов (2015).

## История
В 1932 году в Уфе был образован планово-экономический техникум. В тридцатые годы XX века статистическая служба страны находилась в ведении Госплана, и учебное заведение для подготовки счетно-бухгалтерских работников был в подчинении Госплана РСФСР. В Уфимский техникум готовил специалистов для предприятий и организаций БАССР. Занятия проводились в приспособленных под аудитории помещениях, расположенных на углу улиц Пушкина и Ленина.
В 1935 году состоялся первый выпуск 35 дипломированных специалистов.
В 1942 году техникум переименован в Уфимский статистический техникум. С этого же года обучение проводится в подвальных помещениях по улице Карла Маркса, 15.
В 1943 году техникум переезжает в здания школ № 35 и № 44, где были организованы занятия в третью смену. В это время в техникуме обучалось 5 групп с общей численностью 130 человек.
В 1948—1952 годах велось строительство нового здания на Советской площади. С 1952—1953 учебного года занятия проводятся в здание, расположенной на главной площади БАССР. В 1957 году это здание передается Башсовнархозу в обмен на здание школы № 44 по улице Кирова, 65.
В 1960 году открывается отделение «Механизация учёта и вычислительных работ», в 1964 году «Эксплуатация счетных и счетно-аналитических машин»
В 1965 году открывается заочное отделение.
В 1967 году переименован в Уфимский техникум механизации учёта ЦСУ РСФСР.
В 1960—1970-е годы укрепляется материально-техническая база техникума, построены учебно-производственный корпус, два общежития на 550 мест, мастерская, гараж, спортзал, была проведена реконструкция учебного корпуса.
В 1973 году открывается новое отделение — «Программирование для быстродействующих счетных машин».
С 1978 года начал работать учебно-вычислительный центр, оснащенный ЭВМ ЕС1020, ЭВМ ЕС1030, ПВК М5000.
В 1980-е годы был построен новый корпус техникума, соединенный с остальными корпусами в одно целое.
В 1990 году техникум переименован в Уфимский техникум информатики и вычислительной техники Госкомстата РСФСР.
В 1992 году был присвоен статус колледжа и с тех пор называется Уфимский колледж статистики, информатики и вычислительной техники.
В 1994 году открывается центр по подготовке и переподготовке кадров, с 2003 года называется центр дополнительного профессионального образования.
В 2002 году создается музей колледжа.
В 2004 году внедрена система обучения с использованием дистанционных технологий.
В 2007 году колледж передан из ведения Федеральной службы государственной статистики в подчинение Министерства образования Российской Федерации.

## Директора
- 1932—1935 — Баталов Александр Федорович
- 1935—1942 — Хадыев Хафиз Хажинович
- 1942—1943 — Малютина Варвара Михайловна
- 1943—1944 — Валитова Мужара Мухаметовна
- 1944—1945 — Степанов Александр Дмитриевич
- 1945—1971 — Куликов Виктор Лукьянович. Заслуженный учитель БАССР, Заслуженный учитель РСФСР. Награждён нагрудным знаком «Отличник Социалистического учёта», орденом «Знак Почета».
- 1971—1986 — Щадинский Станислав Константинович. Заслуженный учитель РСФСР.
- 1986—1999 — Воробьев Владимир Георгиевич. Заслуженный экономист Республики Башкортостан. Награждён нагрудным знаком «За отличные успехи в среднем специальном образовании».
- 1999—2001 — Петрова Алла Васильевна
- с 2001 по настоящее время — Кунсбаев Сайфутдин Зайнетдинович. Кандидат педагогических наук.

## Преподаватели
Удостоены государственных наград и знаков отличия
- Заслуженный учитель РСФСР — Масленников В. М., Мухаметзянов Р. А., Щадинский С. К.
- Заслуженный учитель БАССР, Республики Башкортостан — Макаров А. А., Мухаметзянов Р. А., Маренков А. А., Егорова Н. М., Хасипов Р. Х.
- Заслуженный экономист Республики Башкортостан — Воробьев В. Г.
- Заслуженный работник физической культуры Республики Башкортостан — Глинин А. В.
- Нагрудный знак «Отличник народного просвещения Российской Федерации» — Кудряшева А. К., Ульмасова Л. М., Коновалова З. Г., Степанов И. Я.
- Нагрудный знак «За отличные успехи в среднем специальном профессиональном образовании» — Мухаметзянов Р. А., Воробьев В. Г., Юрасов И. В.

## Выпускники
Первый выпуск состоялся 1935 году, дипломы получили 35 специалистов. Известно, что в 2015 году численность выпускников было более 26 тысяч.